# Ansambel Rudija Bardorferja
Ansambel Rudija Bardorferja je nekdanja slovenska narodnozabavna zasedba, ki je delovala od leta 1955.

## Zasedba
Inštrumentalni trio so sestavljali Rudi Bardorfer na harmoniki, Jože Zupan na kontrabasu, kitaro pa so v različnih obdobjih igrali Karl Potokar, Janez Lužar, Drago Brezovački in Ludvik Trškan.
Leta 1959 so posneli prve arhivske posnetke z vokalnim sekstetom bratov Pleško, ki so ga sestavljali Franc Jamnik, Ciril Pleško, Lojze Pleško, Pavel Jenko, Slavo Božnar in Justin Dolinar. Vokalni kvartet Zvonček so sestavljali Peter Ambrož, Pavle Munih, Rado Kokalj in Anton Blaznik.

## Delovanje
Ustanovitelj ansambla Rudi Bardorfer je pričel igrati harmoniko pri osmih letih, učil ga je znan harmonikar Avgust Stanko, ki je stanoval v bližini. Stanko sam je rekel, da ga težko kdo zamenja, če pa že kdo, pa bi to bil ravno Bardorfer, ki je poznal njegov način spremljave in harmonije. Sprva je igral predvsem narodne pesmi, že od mladih nog pa je spremljal različni folklorne skupine. Ko je končal glasbeno šolo, je pogosto spremljal folklorno skupino iz Škofje Loke, saj je stanoval v Puštalu.
Za začetek delovanja ansambla se šteje leto 1955, ko so snemali prve radijske oddaje z naslovom Deset minut s triom Rudija Bardorferja. Snemali so jih vse do leta 1959, ko je ansambel posnel prve arhivske posnetke z vokalnim sekstetom bratov Pleško iz Škofje Loke.
Zveneli so precej drugače kot Ansambel bratov Avsenik ali Beneški fantje. Bardorfer sam je pozneje povedal, da so bili tedaj priljubljeni samo še Tržiški fantje z narodno pesmijo Janez in Micka. Prvi Bardorferjevi pevci so bili člani Gorenjskega vokalnega kvinteta. Pozneje je te pevce zamenjal vokalni kvartet Kranjčani, s katerimi pa prav tako ni posnel nobenih arhivskih posnetkov, kot pozneje z brati Pleško. Ko so slednji zapustili zasedbo, je pevec Rado Kokalj oblikoval vokalni kvartet Zvonček, ki so ga sestavljali Peter Ambrož, Pavle Munih, Rado Kokalj in Anton Blaznik. Občasno se jim je pridružil tudi prvi tenorist Franc Jamnik in Pleškovega vokalnega seksteta.
Posneli so skoraj sto lastnih skladb, ki so skupno izšle na osmih velikih ploščah. Skoraj vse Bardorferjeve pesmi so postale uspešnice.

## Diskografija
Ansambel Rudija Bardorferja je v času delovanja izdal naslednje plošče:
1. Gor na Gorenjskem (1963) – velika plošča
2. V Medijskih toplicah (1965) – mala plošča
3. Čez travnike zelene (1967) – velika plošča
4. Košček modrega neba (1970) – mala plošča
5. V deželi moji (1970) – velika plošča
6. Rodni kraj (1973) – velika plošča
7. Pomlad v Števerjanu (1974) – mala plošča
8. V goricah (neznano) – velika plošča

## Največje uspešnice
Ansambel Rudija Bardorferja je najbolj poznan po naslednjih skladbah:
- Čemšeniška
- Moje dekle
- Nocoj je lep večer
- Rodni kraj
- Sem mala Marjetka
- Studenček
- Vrh planin